# Mureșel

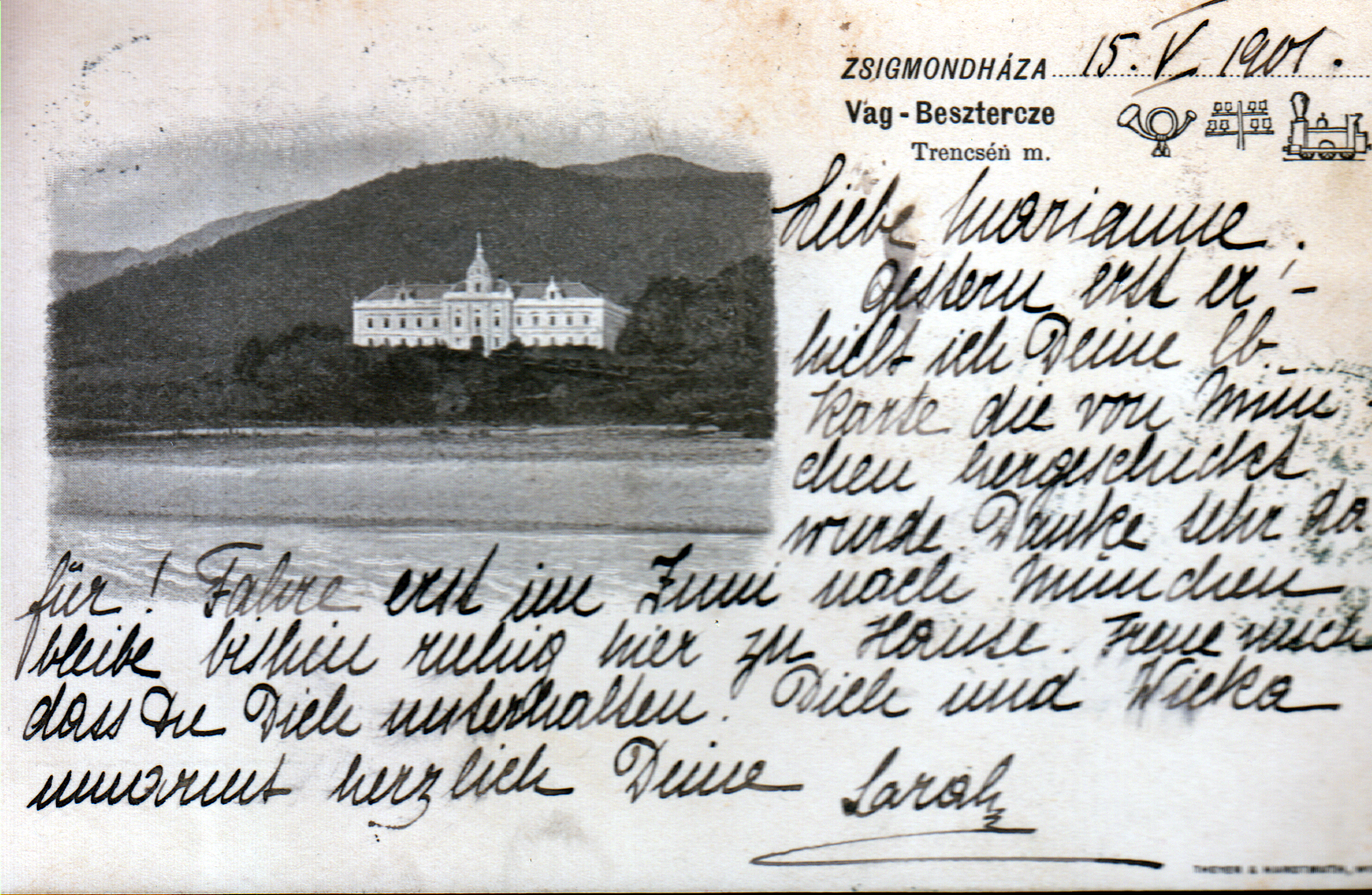
Mureșel

Mureșel (alternativ în română Murășel, Jigmondhaz, Schela, maghiară Zsigmondháza, Kiszsigmondháza, Nagyzsigmondháza, Zsigmondház germană Sigmudshausen, Sigmudshausen) a fost o localitate din Banat, fiind astăzi un cartier al municipiului Arad. Localitatea s-a alipit Aradului în 1948.
Satul Nagybuzsák a fost comasat cu Zsigmondháza încă în secolul XIX.